# Dama z wachlarzem

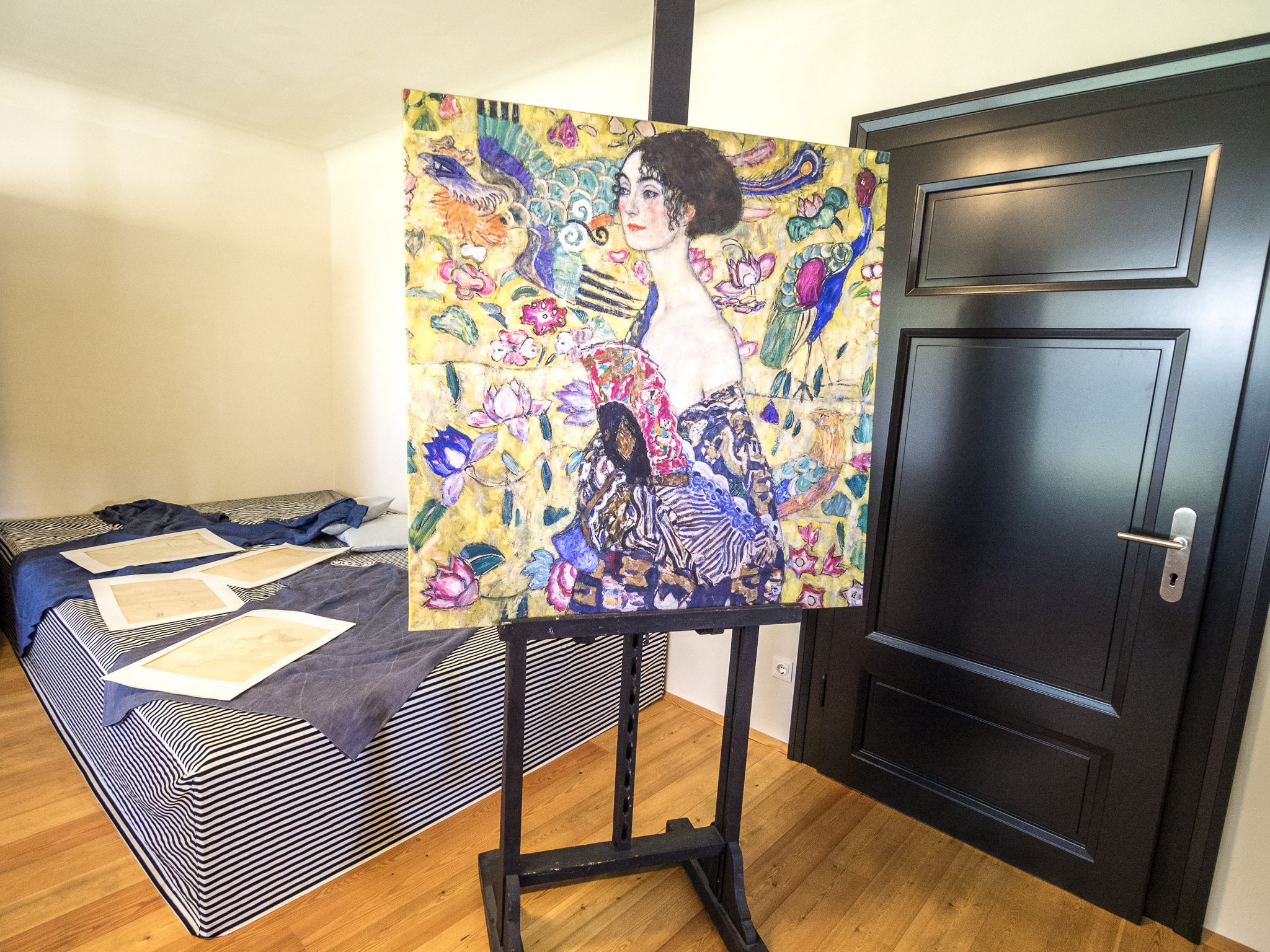
Obraz na sztalugach w sypialni artysty

Dama z wachlarzem (niem. Dame mit Fächer) – obraz olejny Gustava Klimta, namalowany w 1917 roku, wciąż znajdujący się na sztalugach w pracowni artysty, gdy ten zmarł w lutym 1918 roku.
Sotheby’s po raz ostatni sprzedał ten obraz w 1994 roku, za 11,6 miliona dolarów.
27 czerwca 2023 roku obraz został sprzedany w Sotheby’s za 85,3 miliona funtów z opłatami, czyli około 108,4 miliona dolarów. Cena ta była najwyższą ceną aukcyjną uzyskaną za dzieło Gustava Klimta i zarazem najwyższą ceną w publicznej sprzedaży w Europie, przewyższając tę, którą uzyskano za rzeźbę L’Homme qui marche I Alberta Giacomettiego (104,3 miliona dolarów w 2010 roku, również w Sotheby’s).  Natomiast poprzednia rekordowa cena aukcyjna za dzieło Gustava Klimta należała do obrazu Brzozowy las (z kolekcji nieżyjącego już współzałożyciela Microsoftu Paula Allena), który został sprzedany w 2022 roku w Christie’s w Nowym Jorku za 104,6 miliona dolarów (około 92 milionów funtów po ówczesnym kursie wymiany).
Damę z wachlarzem po 10-minutowej licytacji pomiędzy czterema oferentami zakupiła Patti Wong, kolekcjonerka z Hongkongu, była przewodnicząca Sotheby’s Asia. Po zakończonej licytacji stwierdziła, że cena była zgodna z jej oczekiwaniami, a obraz kupiła dla pewnego kolekcjonera z Hongkongu.

## Okoliczności
W ostatnich czterech latach swojego życia Gustav Klimt stworzył serię anonimowych portretów kobiet. Charakteryzują się one modnymi akcesoriami, azjatyckim tłem oraz jasnymi kolorami, typowymi dla jego późnego stylu. W obrazach tych ożywił typ „pięknej wiedenki”, który już we wczesnych latach życia zajmował go jako malarza kobiet. Jego estetyka w tamtym okresie charakteryzowała się sztucznie wydłużonymi formami oraz azjatyckim językiem formalnym, nawiązując tym samym do takich stylów jak: manieryzm, prymitywizm, orientalizm i japonizm.

## Opis i inspiracje
Artysta przedstawił młodą kobietę o porcelanowej cerze zarumienionej różem i kasztanowych falistych włosach, pogrążoną w myślach. Jest ona ubrana w ozdobną, jedwabną szatę w zielono-złote paski, zsuniętą z ramion. W palcach trzyma składany wachlarz, osłaniający jej piersi. Postać została umieszczona na spłaszczonym tle, przypominającym malowidła z japońskich drzeworytów, chińskiej porcelany lub z ozdobnej tapety. W górnej części, po lewej stronie artysta umieścił unoszącego się mistycznego feniksa (fenghuang) z baśniowymi, szmaragdowymi piórami, będącego w chińskiej mitologii symbolem łaski i cnoty. Naprzeciwko niego, po prawej stronie płótna, stoi długonogi żuraw z piórami na piersiach w kolorze ultramaryny, symbolizujący mądrość i nieśmiertelność. Reszty tła dopełniają różowe kwiaty lotosu, oznaczającego niezmienność piękna.
Motywy w tle i na szacie damy z wachlarzem, zaczerpnięte w dużej mierze z chińskiego wzornictwa odzwierciedlają zainteresowanie Klimta kulturą chińską i japońską (artysta miał w prywatnych zbiorach kimona i chińskie ubiory oraz kolekcję japońskich drzeworytów). Choć Klimt był w tamtym czasie poszukiwanym portrecistą, mającym zlecenia od bogatych wiedeńczyków, to obraz ten namalował dla własnej przyjemności.
Nie wiadomo, kim była osoba pozująca do obrazu, choć istnieją pewne sugestie, że mogła to być Johanna Staude, jedna z ulubionych modelek Klimta lub Emilie Louise Flöge, przyjaciółka artysty.
Sotheby’s nazwało portret „ostatnim arcydziełem” Klimta, a szef wieczornej aukcji impresjonistów i sztuki współczesnej domu aukcyjnego, Thomas Boyd Bowman, opisał go przed sprzedażą jako „oszałamiający” dodając w komunikacie prasowym:
„Piękno i zmysłowość tego portretu tkwią w szczegółach: plamkach błękitu i różu, które ożywiają skórę pozującej, pierzastych liniach jej rzęs i zaciśniętych ustach, które nadają jej twarzy charakter”.

## Dzieje obrazu
- Galerie Gustav Nebehay, Wiedeń
- Erwin Böhler (kupił obraz przed 1920)
- Heinrich Böhler (brat Erwina, od którego kupił obraz)
- Mabel Böhler (żona Heinricha, odziedziczyła po nim obraz w 1940)
- Rudolf Leopold (kupił obraz od Mabel Böhler około 1963 i miał go co najmniej do 1981)
- Serge Sabarsky
- Wendell Cherry (kupił obraz od Sabarsky’ego przed 1988)
- 11 maja 1994 obraz został wystawiony na sprzedaż w Sotheby’s[9].
- 27 czerwca 2023 Patii Wong zakupiła obraz na aukcji w Sotheby’s za 85,3 mln £[10]

## Publiczne wystawy
- Kunsthalle, Wiedeń, 1920
- Tokio, 1981
- Kraków, 1992
- Belweder, Wiedeń, 25 marca 2021 – 13 lutego 2022[11]